# Министарство спољне трговине и економских односа Босне и Херцеговине
Министарство спољне трговине и економских односа Босне и Херцеговине је једно од девет заједничких министарстава на нивоу Босне и Херцеговине одговорно Босне и Херцеговине одговорно Савјету министара Босне и Херцеговине, на чијем је челу се налази Сташа Кошарац из СНСД.

## Надлежности
Министарство спољне трговине и економских односа надлежно је за:
- спољнотрговинску политику и царинско-тарифну политику БиХ
- припремање уговора, споразума и других аката из области економских односа и трговине са другим државама
- припремање билатералних и мултилатералних споразума и других аката везано за обнову и реконструкцију БиХ
- односе са међународним организацијама и институцијама из области спољне трговине и економских односа
- припрему и израду макроекономских односно стратешких докумената из области економских односа
- пословно окружење, јединствен економски простор
- развој и промоцију предузетништва
- контролу промета роба и услуга који имају посебан режим у промету односно у извозу и увозу
- заштиту потрошача
- конкуренцију
- ветеринарство.

Министарство је надлежно и за обављање послова и задатака из надлежности БиХ који се односе на дефинисање политике, основних принципа, координирање делатности и усклађивање планова ентитетских тијела власти и институција на међународном плану у подручјима:
- пољопривреде
- енергетике
- заштита околине, развоја и кориштења природних ресурса
- туризма.

У саставу овог министарства као управне организације су Канцеларија за ветеринарство Босне и Херцеговине, Управа Босне и Херцеговине за заштиту здравља биља и Канцеларија за усклађивање и координацију система плаћања.